# 维多利亚山 (巴拉望)
维多利亚山（Mount Victoria）是菲律宾巴拉望省中部的一座山峰。维多利亚山由于难以攀登，所以未经特别许可不向公众开放。山上没有到达山顶的路线，必须沿着河床徒脚攀登。因此，山洪暴发使许多登山者失去了生命。
爱登堡猪笼草（N. attenboroughii）是维多利亚山山顶地区特有的物种。

## 扩展阅读
- BBC webpage - scroll down for a photo of the peak （页面存档备份，存于）